# O Cavaleiro Azul (Kandinsky)
O Cavaleiro Azul (em alemão: Der Blaue Reiter) é uma pintura a óleo de Wassily Kandinsky, criada em 1903 na Baviera, Alemanha. A pintura representa um cavaleiro galopando por uma paisagem montanhosa, envolto em uma atmosfera onírica e misteriosa. 
Considerada um marco na transição das suas obra da artes figurativas para a abstração. A obra demonstra a cor como meio de expressão emocional e simbólica, especificamente o uso de cores vibrantes e sombras amorfas reflete a busca do artista por transmitir sensações em vez de retratar formas realistas. A obra também marca o início da exploração de Kandinsky com o simbolismo e o espiritual, elementos que se tornariam centrais em sua produção subsequente. 
O Cavaleiro Azul inspirou o nome do movimento artístico Der Blaue Reiter, fundado pelo artista em colaboração com Franz Marc. O movimento foi central para a evolução da arte moderna, unindo artistas em torno de ideais espirituais e estéticos.

## Contexto
Desde a sua juventude,  Wassily Kandinsky desenvolveu interesse pela espiritualidade e pela essência das coisas, temas que influenciaram toda sua carreira artística. Fortemente inspirado pelos escritos de Helena Blavatsky, que associavam a criação a formas geométricas como círculos e triângulos, Kandinsky incorporou esses conceitos em sua arte, acreditando que cores vibrantes e formas geométricas podiam acessar dimensões espirituais. As suas experiências em direito e etnografia também contribuíram para o desenvolvimento de uma abordagem mais abstrata e conceitual.
Em 1896, ao ver a série Meda de Feno de Claude Monet, decidiu dedicar-se à pintura, compreendendo que a arte deveria ir além do figurativo para explorar emoções universais. Mudou-se para a Alemanha, onde estudou com Anton Ažbe e Franz von Stuck, figuras centrais da cena artística de Munique. Anton Ažbe apresentou Kandinsky à teoria de "cristalização das cores", que influenciou as suas experimentações com tonalidades vibrantes e contrastes. A sua formação com Franz von Stuck proporcionou uma base sólida em composição e desenho acadêmico, ainda visíveis em suas primeiras obras.
Durante os primeiros anos do século XX, Kandinsky também viajou extensivamente, visitando cidades como Paris, Veneza e Baviera. Essas viagens o expuseram ao simbolismo, ao impressionismo e ao Art nouveau, movimentos que moldaram seu estilo inicial. Na Baviera, por volta de 1902-1903, Kandinsky estabeleceu-se temporariamente em Murnau am Staffelsee, onde começou a produzir obras que misturavam paisagens naturais com elementos folclóricos e estilizações que antecipavam sua transição para o abstrato. Foi nesse período que ele pintou O Cavaleiro Azul.
Paralelamente à pintura, Kandinsky foi cofundador da Sociedade Artística Phalanx em 1901, uma associação de artistas progressistas que buscavam romper com as normas acadêmicas da arte. Esse período foi marcado pela realização de exposições e pelo ensino de arte, o que também consolidou sua reputação como figura influente no cenário artístico europeu. Além disso, as suas viagens e exposições contribuíram para o desenvolvimento de sua sensibilidade estética, com ênfase crescente em temas espirituais e emocionais que se tornariam centrais em sua obra.

## Descrição
A pintura retrata um cavaleiro galopando em um cavalo branco por um prado montanhoso. Ele usa uma capa azul, e a rédea vermelha do cavalo destaca-se na composição. Ao fundo, surge uma floresta de árvores douradas, sugerindo o outono, com troncos brancos que podem ser identificados como bétulas.

## Interpretação
O Cavaleiro Azul marcou uma transição significativa no estilo de Kandinsky, conectando-o ao impressionismo, especialmente na maneira como contrastava luz e sombra. Essa abordagem remete ao trabalho de Claude Monet e às pinceladas expressivas de Vincent van Gogh. O tema do cavaleiro, central nesta obra, reapareceria em criações posteriores do artista, indicando sua importância simbólica e estilística.
A pintura representa o início da jornada de Kandinsky rumo à arte abstrata, da qual se tornaria um dos pioneiros. Embora ainda influenciada pelo impressionismo, a obra já revela traços do abstracionismo emergente, como o foco em transmitir emoções por meio da cor, em vez de detalhes realistas. Kandinsky buscava "dissolver objetos para que não fossem imediatamente reconhecidos", permitindo ao espectador vivenciar gradualmente os tons emocionais da composição.
Frequentemente interpretada como uma metáfora da busca por uma nova criatividade, a obra simboliza o rompimento com a representação tradicional e a busca por um renascimento artístico e espiritual. Nesse sentido, O Cavaleiro Azul reflete a luta por renovação, alinhando-se às reflexões de críticos contemporâneos, como Hermann Bahr, que via a época como uma batalha entre a alma e a máquina.
As sombras azuladas no primeiro plano, em harmonia com o manto do cavaleiro, criam uma atmosfera de mistério e sonho. O cavaleiro, embora proeminente, não é claramente definido, e o movimento do cavalo parece irreal, aumentando o caráter enigmático da pintura. A floresta ao fundo, associada ao inconsciente no folclore alemão, sugere uma travessia do passado – simbolizado pela paisagem outonal – para um futuro incerto. Ademais, a floresta sugere uma conexão com o inconsciente coletivo e a espiritualidade, temas recorrentes no simbolismo alemão. O cavalo, por sua vez, evoca poder, liberdade e prazer, conduzindo o cavaleiro em direção a um destino desconhecido, abrindo a obra a múltiplas interpretações.

## Legado
O Cavaleiro Azul deu origem ao nome do movimento artístico Der Blaue Reiter, fundado por Kandinsky e Franz Marc. Este movimento reuniu artistas em torno de ideais espirituais e estéticos inovadores, desempenhando um papel significativo no desenvolvimento da arte moderna. A pintura é frequentemente considerada um precursor da arte moderna, ao combinar ideais românticos de expressão emocional com uma abordagem visionária que antecipa os princípios do abstracionismo e do expressionismo. A pintura tornou-se um ícone de renovação espiritual e estética, simbolizando o potencial transformador da arte.